# Sporran
Ein Sporran (Schottisch für „Geldbeutel“) gehört zur traditionellen Kleidung der Bewohner der schottischen Highlands  (Hochlandkleidung). Er ersetzt an dem sonst taschenlosen Kilt die Hosentasche.

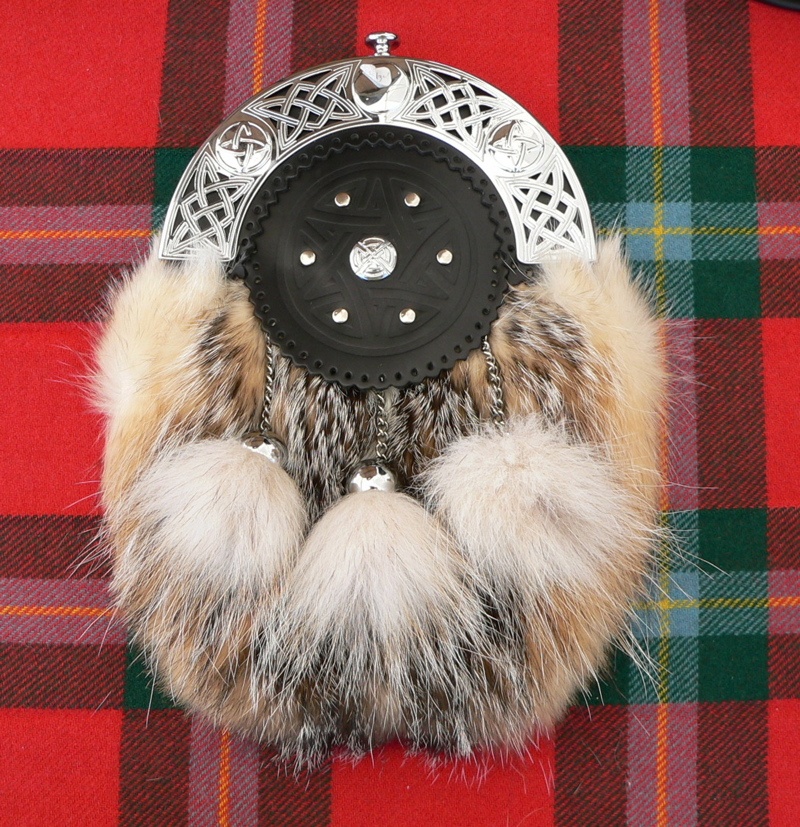
Sporran mit Fuchsfellbesatz und keltischen Knoten, Highlandgames 2005

## Allgemein
Ein Sporran besteht aus Leder oder Pelz und ist mit unterschiedlichen Schmuckelementen versehen. Er wird an einer Kette getragen oder an einen Gürtel gehängt, üblicherweise vor der Leistengegend des Trägers. Da der traditionelle Kilt keine Taschen hat, dient der Sporran als Geldbeutel oder Behälter für weitere persönliche Gegenstände. Er geht auf im Mittelalter gebräuchliche Gürteltaschen zurück. 
Der Sporran hängt direkt unter der Gürtelschnalle, wobei sehr auf die Übereinstimmung in Stil und Design geachtet wird. Die Gürtelschnalle kann sehr aufwendig verziert sein; oft enthält sie die gleichen Motive wie der Sporran oder der im Strumpf getragene Sgian Dubh. Der Sporran kann im Gebrauch auch seitlich an die Hüfte geschoben werden.

## Varianten des Sporrans
„Alltagssporrane“ sind normalerweise einfache braune oder schwarze Ledertaschen mit wenig Schmuck. An diesen befinden sich meistens drei Lederquasten und manchmal einfache Verzierungen wie Keltische Knoten. 
„Festsporrane“ sind größer und verzierter als „Alltagssporane“. Viktorianische Beispiele sind oft sehr aufwendig und heben sich von den einfachen Ledertaschen des 17. oder 18. Jahrhunderts ab. Ähnlich wie beim bayerischen Charivari werden vielfältige Schmuckelemente angebracht. Dazu gehören Halbedelsteine, Juwelen oder typisch schottische Motive wie keltische Knoten, Wappen und Abzeichen des Nationalheiligen St. Andreas, Ordensabzeichen, Clanwappen oder Freimaurermotivik. Auf den „Festsporranen“ wird oft ein fellbedecktes Gesicht mit Fell- oder Haarquasten abgebildet. 
„Pferdehaarsporrane“ gehören zu Regimentsuniformen. Piper tragen oft sehr auffällige Sporrane mit langen Pferdehaaren, die bei jeder Bewegung hin- und herbaumeln.

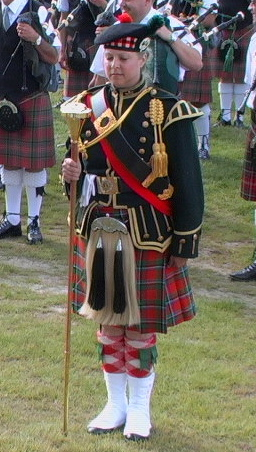
Regimentssporran einer Tambourmajorin bei den Highlandgames 2004
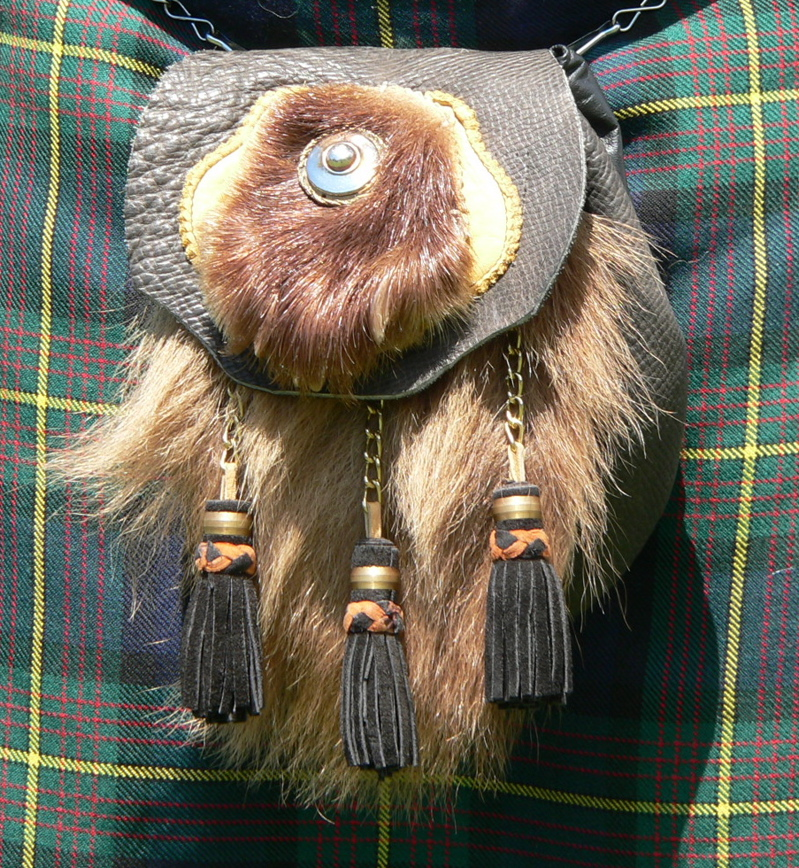
Fellsporran mit einem stilisierten Buckelschild als Druckknopf, Highland Games 2005
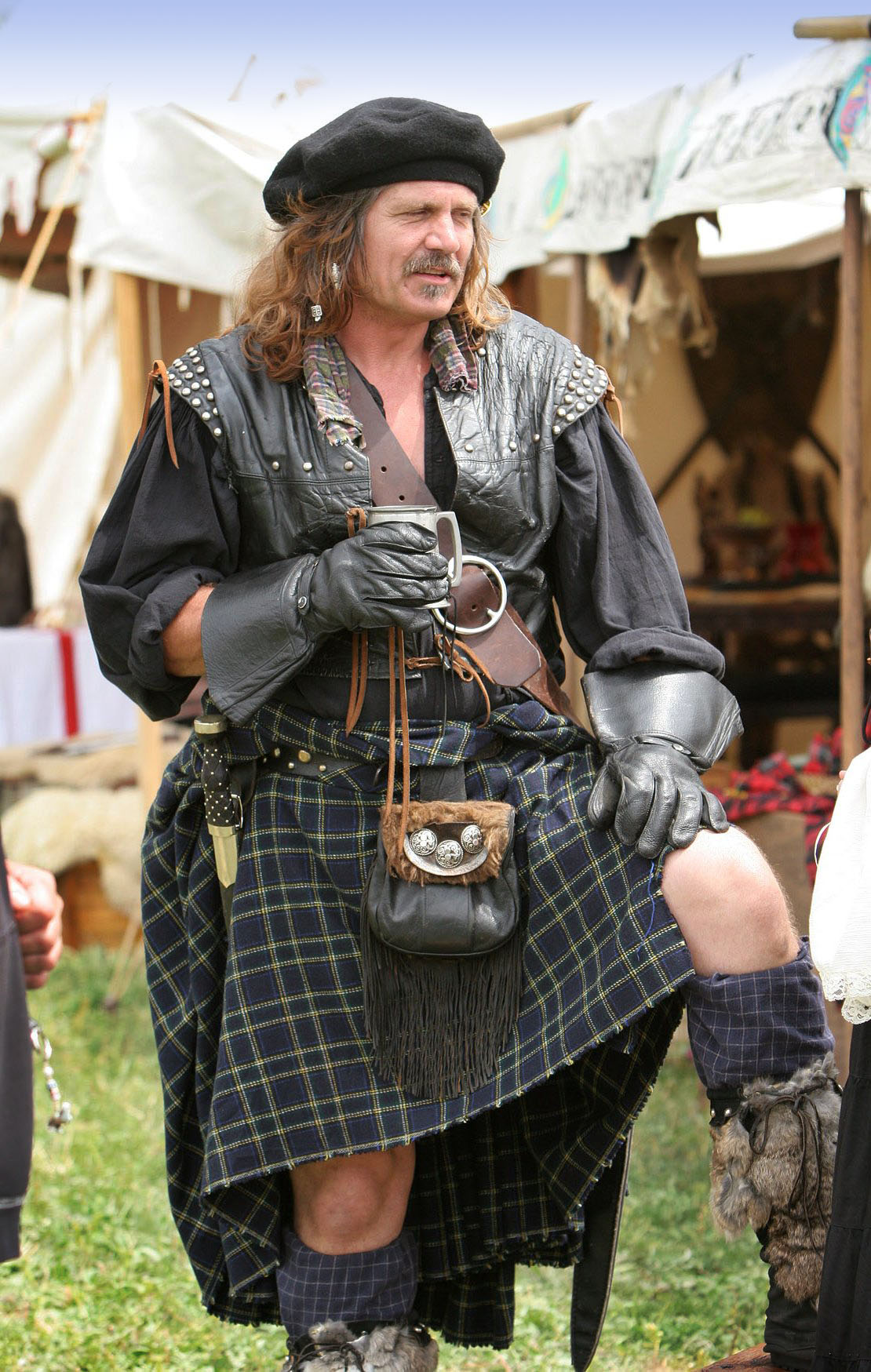
Sporran am Belted Plaid eines Historiendarstellers 2006

## Herstellung
Sporrane bestehen hauptsächlich aus Fell und Leder. 
2007 unterstellte die BBC in einer Reportage, dass ein von der neuen schottischen Regionalregierung eingeführtes Gesetz den Sporranbesitzern eine Lizenz aufzwänge. Das Gesetz betrifft jedoch nur den Außenhandel. Es wurden ohnehin nur selten Felle geschützter Arten (das wäre zum Beispiel Fischotterfell) für den Sporran verwendet.